# تل موزان
تل موزان تل وموقع أثري في سوريا هو الاسم الحالي لمدينة أوركيش الأثرية التي ازدهرت في نهاية الألف الثالث وبداية الألف الثاني قبل الميلاد في سوريا.

## الموقع
يقع تل موزان في منطقة الخابور الأعلى في الجزيرة الفراتية، ضمن حدود محافظة الحسكة قرب الحدود مع تركيا والعراق، على بعد 5 كم من مدينة عامودا على الحافة الجنوبية لمنطقة طور عبدين، على ممر طرق التجارة من الأناضول إلى الهلال الخصيب وباقي مناطق سوريا ويبعد 650 كم عن دمشق.

## تاريخ
من خلال أغلب أسماء حكام المدينة، يمكن اعتبارها المدينة مدينة حورية، كما أن اسم (إرويم إتال) الذي كان موظفًا في عهد نارام سين حين كانت المدينة تابعة للدولة الأكادية حتى فترة نهايتها، حيث خضعت أوركيش بعدها لسيطرة مملكة ماري على الفرات الأوسط في سوريا، بلغت المدينة ذروة ازدهارها في الألف الثاني قبل الميلاد، والنص الحوري المعروف فيها يعود إلى الألف الثالث ق.م. وهو نص تيش - إتال وهو عبارة عن نص سياسي يتحدث عن بناء معبد أوركيش.

## تنقيب

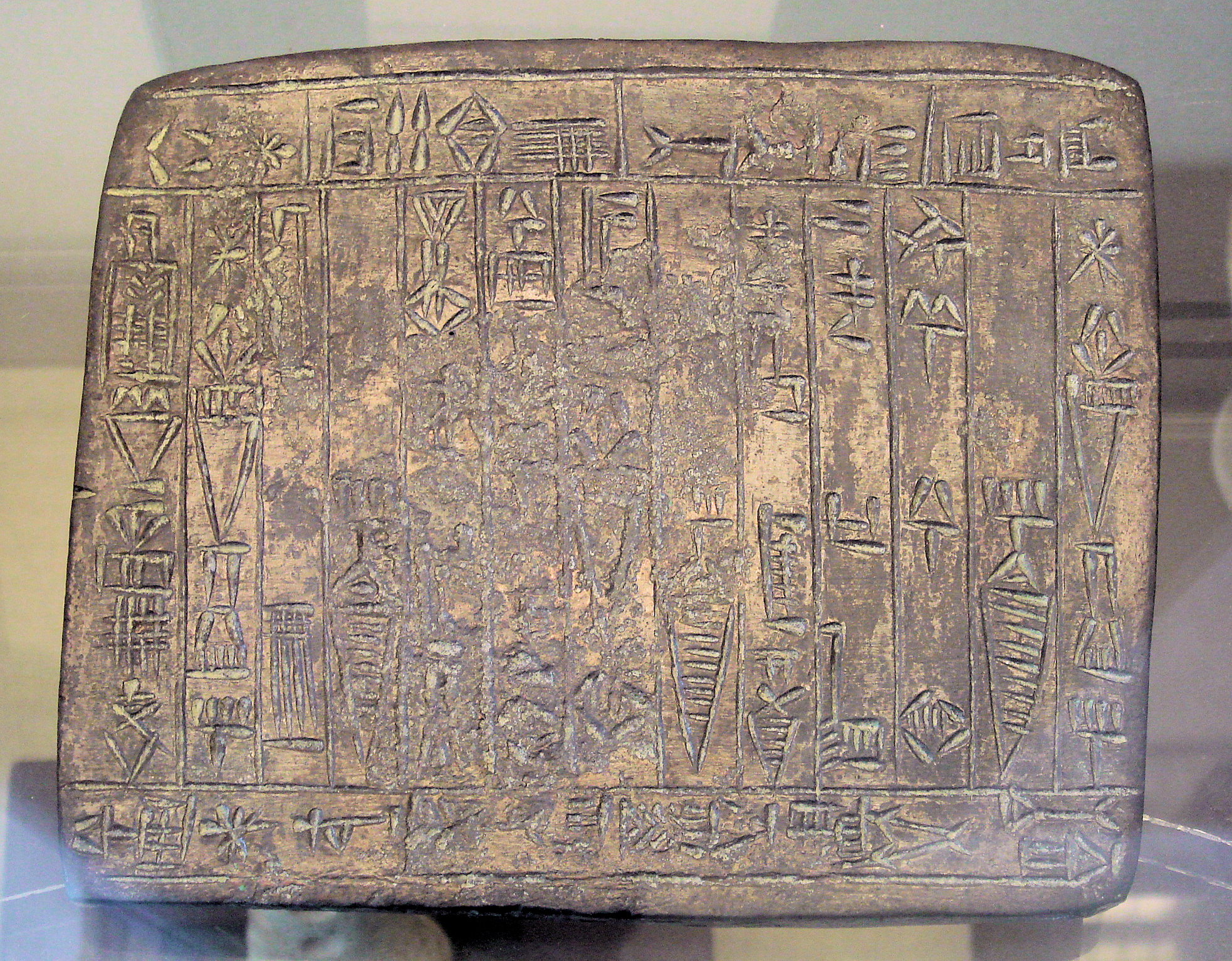
لوح تأسيسي إهداء إلى الإله نرجال يعود إلى عهد الملك الحوري أتالشن، ملك أوركيش حوالي عام 2000 قبل الميلاد، وهومعروض في متحف اللوفر

بدأت البعثة الأثرية السورية الأميركية العاملة في تل موزان أعمالها عام 1984 برئاسة (بالإنجليزية: Giorgio Buccellati)‏ و(بالإنجليزية: Marilyn Kelly-Buccellati)‏، وفي العام 1988 شاركت الجمعية الشرقية الألمانية] في أعمال التنقيب في الموقع.
و قد أمكن العثور على جزء من قصر يعود إلى الربع الرابع من الألف الثالث قبل الميلاد وكتل معمارية تعود إلى بدايات الألف الثاني قبل الميلاد.
وكذلك عثر حتى الآن على أكثر من ألف طبعة ختم لأكثر من 100 ختم مختلف كما وجدت نصوص مدرسية بغرض تعليم الكتابة تدل على مدى التطور الذي وصلت إليه المدينة. عثر أيضًا على خمسة أختام تخص أحد ملوك أوركيش. يحمل اسم توبكيش التي نقشت عليها صور الملك أوريش والملكة أكنيتوم وأدوات البرونز وغيرها من اللقى الأثرية.

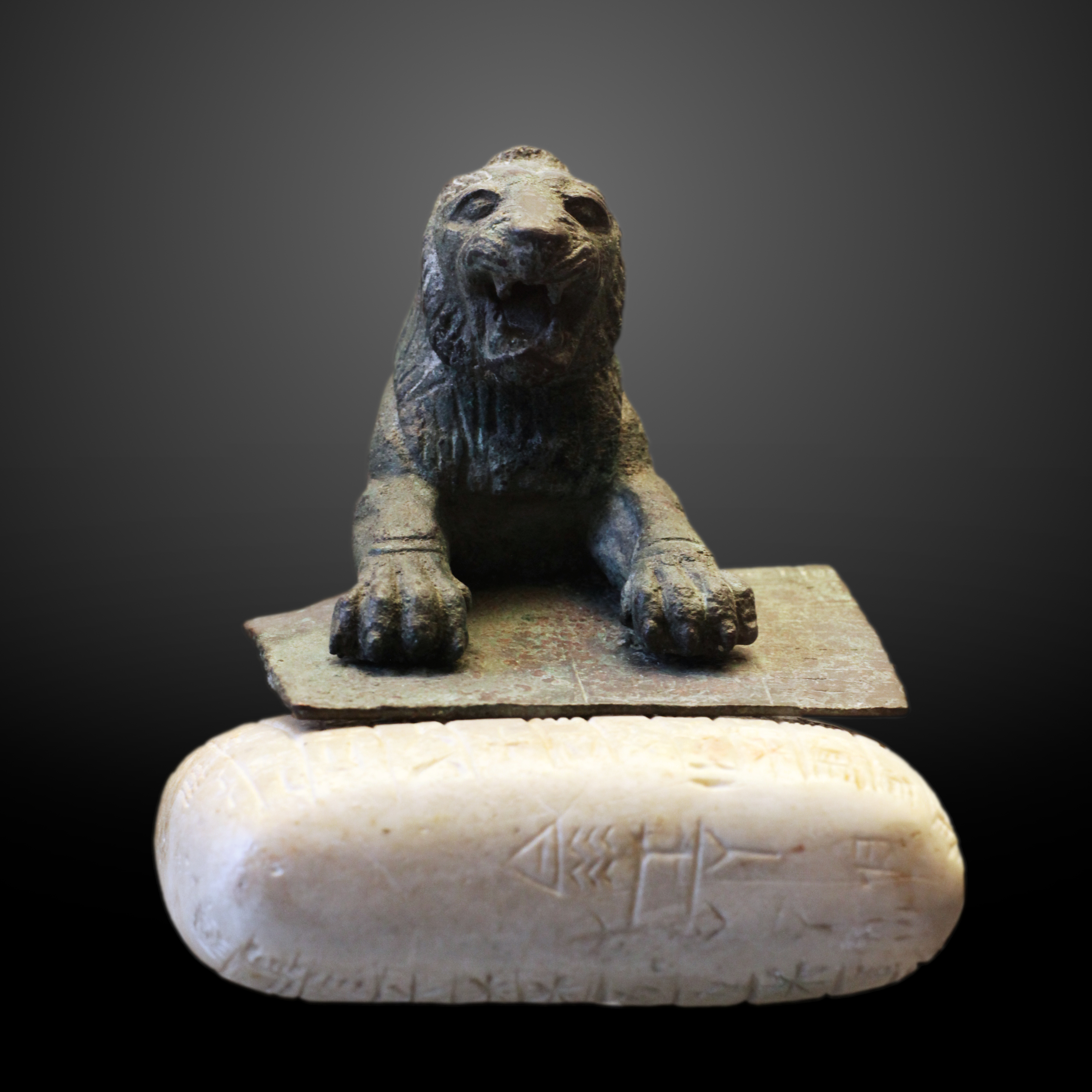
تمثال الأسد الذي عثر عليه في بقايا مملكة ماري مع اللوحة الحجرية المرافقة التي تحمل أقدم نص معروف باللغة الحورية وهما معروضين في متحف اللوفر

كما عثر في تل موزان على مجموعة كبيرة من التماثيل الحيوانية. المصنوعة من الطين حيث توثق بواقعية مباشرة وملموسة طبيعة الحياة الحيوانية قديمًا في المنطقة. بعض تماثيل أوركيش هي لفصائل حيوانات برية في هذه المنطقة من سوريا. ونجد أن التماثيل الآدمية نادرة الوجود في أوركيش على غرار التماثيل الحيوانية الأكثر انتشارا في حضارة أوركيش.
وعُثر فيه أيضاً على مصنوعات يدوية من السبج على يد عالم الآثار «إليري فراهم Ellery Frahm» من «جامعة شيفيلد University of Sheffield».

## وصلات خارجية
- موقع مدينة القامشلي
- اكتشاف السبج السوري يفتح فصلاً جديداً في الدراسات الشرق أوسطية